# Lijst van afleveringen van Barnyard
Dit is een lijst van afleveringen van de tekenfilmserie Barnyard.

## Overzicht
| Seizoen | Afleveringen | Seizoenspremiere  | Seizoensfinale    |
| ------- | ------------ | ----------------- | ----------------- |
| 1       | 20           | 29 september 2007 | 26 september 2008 |
| 2       | 20           | 24 oktober 2008   | TBA, 2009         |

## Afleveringen

### Seizoen 1
| Nr. | Titel van aflevering              | Nederlandse titel                   | Beschrijving | Eerste uitzending | Parodie op:                    |
| --- | --------------------------------- | ----------------------------------- | --- | ----------------- | ------------------------------ |
| 1   | The Good, the Bad, and the Snotty | De Goeie, de Kwaaie, en de Snotneus | Otis viert zijn verjaardag met de boerderijdieren, maar dit eindigt snel als Snotneus op de boerderij moet passen: hij doet constant de dieren pijn. | 29 september 2007 | The Good, the Bad and the Ugly |
| 1   | Escape From the Barnyard          | Ontsnapping van de Boerderij        | De boerderijdieren zien de boer met een barbecue in de weer, waarna ze denken dat de boer hen gaat opeten. De dieren ontsnappen, maar keren weer snel terug; de boer blijkt toch niet van zins te zijn dit te doen. | 29 september 2007 | I Shouldn't Be Alive           |
| 2   | Cowman and Ratboy                 | Cowman en Ratboy                    | Otis en Pip denken dat er te veel problemen zijn op de boerderij, dus ze worden superhelden. | 6 oktober 2007    | Batman and Robin               |
| 2   | Cow's Best Friend                 | Koeienvriend                        | Otis redt Dukes leven van een zwaar object dat viel. En Duke wil dan alles doen voor Otis, tot ergernis van Otis zelf. Dus wil Otis zich laten redden door Duke. | 6 oktober 2007    | Man's Best Friend              |
| 3   | Chez Pig                          | Restaurant Chez Big                 | Wanneer Bigs taarten in contact komen met de mensen, begint Otis tezamen met de dieren een restaurant. Alleen is het niet echt zo dat Big het wil. | 13 oktober 2007   | Chez Paul                      |
| 3   | The Right Cow                     | Astronaut Otis                      | Een testaap genaamd Bingo belandt op een dag op de boerderij. De aap denkt dat de dieren een geweldig leventje hebben, omdat ze niet hele dagen worden onderzocht. Dan neemt Bingo de boerderij over door Pip & Otis de ruimte in te zenden.                                                                                                 | 13 oktober 2007   | The Right Stuff                |
| 4   | Saving Ms. Beady                  | Mevrouw Beady Ziet Ze Vliegen       | Otis zijn streken en Abby's rijlessen dreven mevrouw Beady naar een geestelijke instelling. Nu moeten de dieren haar redden, tot aan eigen wanhoop toe. | 20 oktober 2007   | Saving Private Ryan            |
| 4   | The Farmer Takes a Woman          | Boerin Gezocht                      | Om de "Zaterdagnacht Feestjes" te kunnen blijven houden, vindt Otis voor de boer de perfecte vriendin. Maar dan neemt hun match de boerderij over. | 20 oktober 2007   | A Man Needs a Woman            |
| 5   | Hypno a Go-Go                     | Hyper met Hypnose                   | Otis koopt een hypnose-set, en laat iedereen doen wat hij wil. Maar per ongeluk hypnotiseert hij zichzelf tijdens een film waarin de boer moet worden vernietigd. Elke keer als er een bel luitd gaat Otis een poging maken om de Boer te vermoorden. Nu moeten de andere dieren Otis uit hypnose brengen, voor hij de boer echt vernietigd. | 24 november 2007  | Party a Go-Go                  |
| 5   | Fowl Play                         | Freddy de Verschrikkelijke          | Otis & de gang vinden Freddy in mevrouw Beady's tuin bij een hoop veren, en ze denken dat het Peck is, en dan zoeken ze uit of het hem was. | 24 november 2007  | Law and Order: SVU Foul Play   |
| 6   | The Barnyard Games                | Erfspelen                           | Otis & Abby strijden tegen elkaar in de "Erfpelen". Maar Otis wordt verrast als hij erachter komt dat Abby zeer competitief is. | 19 januari 2008   | The Olympic Games              |
| 6   | War of the Pranks                 | Fopoorlog                           | Otis probeert de vernederde en verwarde Bessie te begrijpen, maar elke keer is er een weervuur. Dan laat Bessie zien wat vernedering is. | 19 januari 2008   | War of the Worlds              |
| 7   | Lights, Camera, Moo!              | Licht, Camera, Moeh!                | Nadat Otis per ongeluk de beveiligingscamera vernietigt, moet hij een nieuwe film maken, waar hij veel actie in steekt. | 2 februari 2008   | Lights, Camera, Action!        |
| 7   | Animal Farmers                    | Beestenboeren                       | Otis zijn favoriete countryzanger komt naar de stad en Otis is superenthousiast. Maar wanneer ze proberen het gewas te versnellen dat de boer verzamelt voordat hij weg gaat, verwondt Otis per ongeluk de boer. Nu moeten de dieren al het werk doen.                                                                                       | 2 februari 2008   | Animal Farm                    |
| 8   | Raging Cow                        | Otis de Verschrikkelijke            | Otis vecht in een worstelarena, alleen is het oplichterij, en doen ze nepvalpartijen. Nu moeten de andere dieren Otis redden, voordat hij tegen een echte worstelaar vecht. | 16 februari 2008  | Raging Bull                    |
| 8   | The Great Sheep Escape            | Schapen Op Hol                      | Wanneer Duke allerlei methodes probeert om de schapen op de boerderij te houden, tijdens het beren seizoen, ontsnappen de schapen. Nu moeten Otis & Duke hen achterna. | 16 februari 2008  | The Great Escape               |
| 9   | The Big Barnyard Broadcast        | De Grote Boerderijuitzending        | Nadat mevrouw Beady een opname maakt van de dieren die praten en lopen, belt ze een nieuws zender om te bewijzen dat ze niet gek is. Dat vinden de dieren niet leuk, dus ze saboteren het. | 15 maart 2008     | The Big Broadcast              |
| 9   | Dead Cow Walking                  | Zo Dood Als een Koe                 | Wanneer de dierenverzorger langs komt, zegt ze dat iets niet meer dan een week zal leven. Otis die dus denkt dat hij binnen een week doodgaat en wil nog vlug allerlei dingen doen. | 15 maart 2008     | Dead Man Walking               |
| 10  | Cow's Night Out                   | Koeien Zijn Cool                    | Zich realiserend hoe saai de bingoclub van zijn vrienden is, gaat Otis in plaats daarvan naar de stad. | 29 maart 2008     | Girls' Night Out               |
| 10  | Otis Season                       | Otis de Eland                       | Om zich wat meer gewaardeerd te voelen, vermomt Otis zich als een Amerikaanse eland. Maar dat loopt mis als Snotneus en vrienden op komen dagen. | 29 maart 2008     | Open Season                    |
| 11  | Bigtop Barnyard                   | De Driedubbele Flakflik             | Otis zijn favoriete circus komt naar het stad, maar er gebeurt iets waardoor Otis en de dieren het circus moeten overnemen. | 12 april 2008     | Bigtop                         |
| 11  | Pigmalion                         | Prins Big                           | Nadat de bende een distinctieve moedervlek op Big opmerkt op zijn achterwerk, begint Big te geloven dat hij verwant is aan de "Koninklijke Verwende Varkens" | 12 april 2008     | Pygmalion                      |
| 12  | A Barn Day's Night                | Otis en de Barnyard Bietels         | De dieren worden muzieksterren, wanneer Pip een van hun sessies uitzendt. | 26 april 2008     | A Hard Day's Night             |
| 12  | Meet the Ferrets                  | Freddy's Familiegeheim              | Freddy probeert zijn "niet-carnivoor zijn" te verbergen voor zijn ouders, die uitgenodigd zijn op een verjaardagsfeestje op de boerderij. Freddy probeert nu zijn ouders te weerhouden van het opeten van andere dieren, inclusief Peck. | 26 april 2008     | Meet the Parents               |
| 13  | A Tale of Two Snottys             | Het Verhaal Van De Twee Snotneuzen  | Wanneer Snotneus terugkeert, valt Otis op hem, wordt hij opeens aardig. Maar ze zoeken een weg om de oude Snotneus terug te krijgen. | 10 mei 2008       | A Tale of Two Cities           |
| 13  | Snotty's New Pet                  | Snotneus' Nieuwe Huisdier           | Pip is gevangen door Snotneus, die hem als eten wil gebruiken voor zijn slang. | 10 mei 2008       |                                |
| 14  | Home Sweet Hole                   | Oost West, Hol Best                 | Otis maakt per ongeluk het huis van Pip kapot. Hij gaat wonen bij anderen, maar dat lukte nooit. Nadat Pip hoort dat hij onuitstaanbaar is als medebewoner in huis, loopt hij weg. Nu zoeken Otis en vrienden hem, om hem terug te brengen.                                                                                                  | 31 mei 2008       | Home Sweet Home                |
| 14  | Otis's Mom                        | Otis' Moeder                        | Bessie denkt dat ze de moeder is van Otis, tot ergernis van Otis op den duur. | 31 mei 2008       |                                |
| 15  | Club Otis                         | Club Otis                           | Otis en Abby starten sociale clubs en vechten voor leden. Maar dat brengt de boerderij in gevaar als Otis zijn laatste troef gebruikt: een Vulkaan. | 7 juni 2008       | Club Kids                      |
| 15  | The Chronicles of Barnia          | In de Ban van de Koe                | De dieren raken betrokken in een game met Snotneus, "Dungeons and Barn Animals". Waarbij Snotneus denkt dat hij in Barnia is, en de leider ervan is. | 7 juni 2008       | The Chronicles of Narnia       |
| 16  | Barnyard Idol                     | Dierenidool                         | Otis en de dieren zetten Big in een zang-competitie, om de "Gouden Tractor" te winnen. Maar wanneer mevrouw Beady verliest, wil ze bewijzen dat Big een dier is. | 21 juli 2008      | American Idol                  |
| 16  | The Haunting                      | Geesten                             | Een konijnengeest kruipt in Big. | 22 juli 2008      | The Haunting                   |
| 17  | Brave Udders                      | Dappere Uiers                       | Otis ontvangt een brief van zijn oude wraakgodin. | 23 juli 2008      | Brave Gravity                  |
| 17  | Otis' Eleven                      | Fizbin                              | Otis verliest de zaal aan Chubs Malone, hoofd van de Gopher-ondergrondse, in een spel van Fizbin. Maar realiseert zich dat het vals spel was, en Otis daagt Chubbs uit voor een eerlijk spel. | 24 juli 2008      | Oceans 11                      |
| 18  | Otis vs. Bigfoot                  | Otis en Bigfoot                     | Bigfoot is gezien in het bos, en Otis gaat erop jagen. Maar Abby vindt hem eerder en brengt hem naar de boerderij. | 22 september 2008 | Man vs. Beast                  |
| 18  | Pecky Suave                       | Pecky Blits                         | Peck neemt 'potion' om te durven spreken tegen dames. Maar het eindigt in een uitdaging. | 25 juli 2008      | Super Suave                    |
| 19  | School of Otis                    | Meester Otis                        | Otis moet les geven als hij Peck, de kinder-leraar, verwondt. | 23 september 2008 | School of Rock                 |
| 19  | Top Cow                           | Vliegkoe                            | Als piloot Otis door een stunt samen met zijn vrienden crasht, raakt hij depressief en besluit nooit meer te vliegen. Dan worden de akkers aangevallen door hongerige sprinkhanen. | 24 september 2008 | Top Gun                        |
| 20  | Otis For Mayor                    | Otis voor Burgemeester              | Otis gaat ervoor om burgemeester te worden, als mevrouw Beady de enige kandidaat is. Maar hun competitie loopt uit de hand. | 25 september 2008 |                                |
| 20  | Dummy and Dummier                 | Meneer Doem                         | Wanneer Freddy over zijn gebrek aan talent gedeprimeerd wordt, beslissen Otis en de dieren hem te laten buikspreken. Maar het model dat zij maken (Mr. Doem) komt tot leven en probeert hen te doden. | 26 september 2008 | Dumb and Dumber                |

### Seizoen 2
| Nr.     | Titel van aflevering                    | Nederlandse titel        | Beschrijving | Eerste uitzending | Parodie op:                         |
| ------- | --------------------------------------- | ------------------------ | --- | ----------------- | ----------------------------------- |
| 21      | Some Like It Snotty                     | Een date met de Snotneus | | 24 oktober 2008   | Some Like It Hot                    |
| 22 & 23 | Cowman: The Uddered Avenger             | De Geuierde Wreker       | Wanneer Koeman de taak krijgt om het "Jurassic Corn Kernel" te bewaken op de provinciemarkt, wil Professor Mertin Fargleman het stelen om de tuiniersprijs te winnen, de prof komt onder de schuilnaam "Twiny Vines". Wanneer de stad onder de indruk is van "Twiny Vines", en niet onder de indruk van "Koeman", die het "Kernel" probeert te redden, wordt "Twiny Vines" de nieuwe beschermer. Otis moet het "Kernel" zien te redden en zijn naam "clean" houden, en "Twiny Vines" ware identiteit laten verschijnen. | 29 november 2008  | The Avenger The Caped Crusader      |
| 24      | Pig Amok                                | Varkensliefde            | Geconfronteerd met het feit dat hij altijd koppig zal eindigen, keert Big terug naar zijn geboorteplaats om te trouwen. | 20 januari 2009   | Amok Time                           |
| 24      | The Sun Cow                             | De Zonne-koe             | Otis zijn nieuwe buur, Kobe de koe, begint te denken dat hij is de reïncarnatie van de legendarische "Zonne Koe". | 21 januari 2009   | The Sun Dog                         |
| 25      | Doggelganger                            |                          | Terwijl Duke bij de dierenarts is, en een straathond genaamd Baxter, gaat ertussenuit en gaat naar de boerderij vermomt als Duke. | 22 januari 2009   | Doppelgänger                        |
| 25      | Save the Clams                          | Red de hosselen          | Otis neemt een tweekleppig schelpdier bij de club, die Abby heeft gered van een nabije koffietent. Maar het schelpdier is een ruwe en veeleisende huisgast. Nog erger is dat het nieuwe schelpdieren maakt. | 23 januari 2009   | Meeste afleveringen van Wonder Pets |
| 26      | Adventures in Snotty Sitting            | Snotty-sitten            | Nadat Otis het videogamesysteem van de boer kapot maakt, moeten de dieren geld verdienen om het te vervangen. Ze besluiten te babysitten, maar alleen mevrouw Beady wil een babysit in huis hebben. Dan realiseren de dieren zich dat ze op Snotneus moeten passen. | 23 februari 2009  | Adventures in Babysitting           |
| 26      | Cowdyshack                              | Golfdonor                | De dieren gebruiken een pot vol augurken vol zuur, om "Gekke Louie" hen door de achterpoort los te laten en een ronde golf te spelen. Maar wanneer Big een golfballetje slaat in de Appendics van "Gekke Louie", waarvan zijn dokters zeiden dat het geen problemen zouden opleveren als hij daar geraakt werd, moeten de dieren het golftoernooi spelen en winnen in plaats van "Gekke Louie" om het weer goed te maken. Nu moeten ze de WASP-y verslaan, de arrogante kampioen van de club.                           | 24 februari 2009  | Caddyshack                          |
| 27      | Wild Mike's Dance Party                 |                          | Wanneer Abby een boekenclub heeft, en Otis wil in de plaats feesten. Dus brengt hij "Wild Mike", maar hij feest zich van de boerderij en wordt gevangengenomen door de producers van "American Barnstand". | 25 februari 2009  |                                     |
| 27      | The Buyers                              |                          | Wanneer de dieren zien de boer een plakkaat plaatsen van "Welkom Kopers!", denken ze dat de boer de boerderij wil verkopen, en ze doen alles om alle potentiële kopers weg te jagen. Maar het komt uit dat "Kopers" de achternaam is van de boer, en dat hij een familiereünie houdt voor zijn hele familie. | 26 februari 2009  | The Killers                         |
| 28      | Anchor Cow                              |                          | Nieuwsanker "Hilly Burford" wordt verpletterd door een gigantische kaas, die Otis maakte. Dan maken de dieren het nieuws in zijn plaats, en dit wordt een groot succes. | 27 februari 2009  | Anchorman                           |
| 28      | Abby and Veronica                       |                          | Abby's nicht Veronica komt naar de boerderij. | 18 mei 2009       | Betty and Veronica                  |
| 29      | Bling My Barn                           |                          | Als Otis per ongeluk de boerderij opblaast, doen ze auditie voor Bling My Barn. | 19 mei 2009       | Pimp My Ride                        |
| 29      | Udderado                                |                          | De dieren maken de boerderij tot een Wild West-themapark en huren een acteur in om een bandiet te spelen. Maar in plaats van een acteur komt een echte bandiet naar de boerderij. | 20 mei 2009       | Desperado                           |
| 30      | Cupig                                   |                          | Big schrijft een brief naar Flaky Tarts, maar Otis vindt deze en denkt dat Abby hem geschreven heeft. | 21 mei 2009       | Cupid                               |
| 30      | Happy Animal Fun Time                   |                          | Omdat hij naar een concert moet gaan met Abby, liegt Otis en zegt dat hij "Bovinalia" moet vieren. | 22 mei 2009       | Kerstmis                            |
| 31      | Dream Birthday                          |                          | De dieren vinden het zielig voor de boer dat iedereen zijn verjaardag vergeten is, dus besluiten ze een feestje te geven en de boer te vertellen dat het een droom is. | 29 juni 2009      |                                     |
| 31      | Lord of the Beavers                     |                          | Als Otis zichzelf verwondt, neemt Pip zijn taak over als boerderijleider en doet het fantastisch. Intussen wordt Otis de leider van een beverstam. | 30 juni 2009      | The Lord of the Rings               |
| 32      | Little Otis                             |                          | In plaats van klusjes te doen, besluit Otis om een kloon van zichzelf te maken om het vuile werk voor hem te doen. | 1 juli 2009       | Little Man                          |
| 32      | Kids in the City                        |                          | Otis moet op de drie kinderen van de boerderij, Joey het kalf, Macy het schaap en Boyle de kip, passen. Hij verliest ze terwijl ze in de stad zijn. | 2 juli 2009       | Sheep in the Big City               |
| 33      | Snotty & Snottier                       |                          | Snotneus' slechtere neef Slijmneus is in de stad, en de dieren moeten Snotneus helpen om Slijmneus' tirannie te overleven. | 3 juli 2009       | Dumb and Dumber                     |
| 33      | TBA                                     |                          | TBA | TBA               |                                     |
| 34      | Barnyard and Broomsticks                |                          | | 5 oktober 2009    | Bedknobs and Broomsticks            |
| 34      | The Barn Buddy                          |                          | | 5 oktober 2009    |                                     |
| 35      | Iron Otis                               |                          | | 6 oktober 2009    | Iron Chef                           |
| 35      | To Good to Be Glue                      |                          | | 6 oktober 2009    | To good to be true                  |
| 36      | King Cud                                |                          | | 7 oktober 2009    | King Tut                            |
| 36      | Everett's Treasure                      |                          | | 7 oktober 2009    |                                     |
| 37      | Free Shmoozy                            |                          | | 8 oktober 2009    | Free Willy                          |
| 37      | Prest-O Switch-O                        |                          | | 8 oktober 2009    | Prest-O Change-O                    |
| 38      | Endagered Liasons                       |                          | | 9 oktober 2009    |                                     |
| 38      | Fumblebums                              |                          | | 9 oktober 2009    | Humblebums                          |
| 39      | Back at the BOOyard (Halloween special) |                          | | 25 oktober 2009   | Back at the Barnyard                |
| 40      | Mr. Wiggleplix                          |                          | | 14 november 2009  | Mr. Wiggly                          |
| 40      | Chain Gang                              |                          | | 14 november 2009  |                                     |
| 41      | It's an Udderful Life (Kerst Special)   |                          | | 5 december 2009   | It's a Wonderful Life               |
| 42      | Paging Dr. Philly                       |                          | | TBA               | Dr. Phil                            |
| 42      | Get Bessy                               |                          | | 2 januari 2010    |                                     |
| 43      | A Beautiful Freddy                      |                          | | 2 januari 2010    |                                     |
| 43      | TBA                                     |                          | | TBA               |                                     |